# رباعي دائري

رُباعَيَّاتٌ دَائريَّةٌ مُتنوِّعَةٌ. يَظهَرُ من أبرزها: المُستَطِيلُ والمُرَبَّعُ وشِبهُ المُنحَرِفِ مُتطابِقُ الساقينِ.

في الهندسة الإقليدية، الرُّباعيُّ الدَّائرِيُّ أو رباعي الأضلاع الدائري،(1) هو مُضلَّعٌ رُباعيّ تُوجَدُ دائرةٌ تمرُّ بجميعِ رؤوسه. تُسمَّى الدائرة المارة برؤوس الرباعي «الدائرة المحيطة» ويُقال عن أي نقاطٍ تقعُ عليها: نقاط مشتركة بدائرة. غالباً ما يُصنّف الرباعي الدائري على أنه مُحدَّب، إلا أنه قد يُصنّف أيضاً على أنَّهُ مُركَّبٌ، وتبقى الخصائص والمعادلات تنطبق عليه أيضاً.
جميعُ المثلثاتِ لها دائرةٌ مُحيطةٌ. إلا أنّه ليست جميعُ الرباعيات لها دوائر مُحيطة. فجميعُ المُعيَّنات غير المربعة لا يُمكن أن تقع رؤوسها على دائرة. إحدى أشهر توصيفات الرباعي الدائري هي أنَّ كُلَّ زاويتين متقابلتين فيه مُتكاملتانِ، والعكس صحيح. هناك رباعيات شهيرة تُصنَّف دائماً على أنها دائرية، من ضمنها المستطيل وشبه منحرف متساوي الساقين، واللذان يُصنّف من ضمنهما المُربّع أيضاً. للرباعيات الدائرية نظريات خاصة تنطبق عليها مثل نظرية بطليموس ونظرية قوة النقطة.

## حالاتٌ خاصَّةٌ
جميعُ المربعات، المستطيلات، أشباه المنحرف متطابقة الساقين وأضداد متوازي الأضلاع رباعيات دائرية. بينما الطائرة الورقية تُعدُّ دائريةً إذا وفقط إذا احتوت على زاويتين قائمتين. يُختص الرباعي ثنائي المركز (بالإنجليزية: Bicentric quadrilateral) على أنه رباعي مماسي ودائري. حيث أنَّ الرباع المماسي هو رباعي حاصرٌ لدائرة أي يمسَّها من الداخل من جميع الجهات. بينما الرباعي ثنائي المركز الخارجي (بالإنجليزية: Ex-bicentric quadrilateral) هو رباعي مماسي خارجي ودائري في الوقت نفسه. الرباعي التناغمي هو دائري يكون فيه حاصل ضرب أطوال أضلاعه المتقابلة متساوٍ.

## التوصيف والمبرهنات

تربط مبرهنة بطليموس بين أطوال أضلاع الرباعي الدائري وقُطريه.

الشروط المذكورة للرباعي الدائري هي شروط مُتكافئة، أي أنَّ تَحقُّقَ أحد الشروط يُؤدي إلى تحقُّقِ بقيةِ الشروط. تُعرَف أيضاً الشروط على أنها شروطٌ كافية وضرورية أي أنَّ تحقُّقَ عكسِ الشرط المذكور يُؤدّي إلى أن يكونَ الرباعيُّ دائرياً. يُعدُّ الشكلُ الرُّباعيُّ دائريَّاً إذا وفقط إذا:
- تقاطعت مُنصَِفاتُ أضلاعِه العموديةِ في نُقطَةٍ واحدةٍ.
- وُجِدَت زاويتان مُتقابلتان فيه مُتكاملتان.
- وُجِدَت زاويتان متساويتان رأسهما إحدى رأسي الرُّباعي على جهةٍ واحدةٍ من قاعدته. (رياضيّاً: {\displaystyle \angle CAD=\angle CBD})
- نظرية بطليموس: مجموع جداء كُلٌّ من ضلعيه المتقابلين مُساوٍ لجداء قُطرَيْه. (رياضياً: {\displaystyle {\overline {AC}}\cdot {\overline {BD}}={\overline {AB}}\cdot {\overline {CD}}+{\overline {BC}}\cdot {\overline {AD}}})

| الزوايا في الرباعي الدائري المواجهة لإحدى قواعدة متساوية (بالأزرق) | الزاوية الخارجة عن رباعي دائري تُساوي المقابلة لمكمِّلتها. وكُلُّ زاويتانِ متقابلتانِ فيه مُتكامِلتانِ. |
| ------------------------------------------------------------------ | -------------------------------------------------------------------------------------------- |

## نظرية قوة النقطة
ينطبقُ على الرُباعيِّ الدائريِّ نظرية قوة النقطة بالنسبة لدائرة:
|                           |                    |
| نظريَّتا قِطَعِ الوترِ والقاطع. | نظرية قاطعِ التَّماسِّ. |

| الاسم             | رياضياً                                                | النص |
| ----------------- | ----------------------------------------------------- | --- |
| نظرية قِطَع الوتر   | {\displaystyle P_{1}B\cdot P_{1}D=P_{1}A\cdot P_{1}C} | إذا تَقاطعَ وَتَرانِ في دائرةٍ فَإنَّ حَاصلَ ضَرْبِ طُولَيْ جُزأيْ الوَتَرِ الأوَّلِ يُساوي حَاصِلَ ضَرْبِ طُولَيْ جُزْأيْ الوَتَرِ الثَّانِي.                                                       |
| نظرية القاطع      | {\displaystyle P_{2}X\cdot P_{2}Y=P_{2}Z\cdot P_{2}W} | إذا رُسِمَ قَاطِعَانِ لدائرةٍ من نُقطَةٍ خَارِجها، فإنَّ حَاصِلَ ضَرْبِ طُولِ القاطِعِ الأوَّلِ في طُولِ الجُزْءِ الخَارِجِيِّ مِنهُ، يُساوي حَاصِلَ ضَرْبِ طُولِ القَاطِعِ الثَّانِي فِي طُولِ الجُزْءِ الخَارِجِيِّ مِنهُ. |
| نظرية قاطعُ التَّماسِ | {\displaystyle PT^{2}=PA\cdot PB}                     | إذا رُسِمَ مَمَاسٌّ وقَاطِعٌ لدائِرَةٍ من نُقطَةٍ خَارِجها فإنَّ مُربَّعَ طُولِ المَماسِ يُساوي حَاصِلَ ضَرْبِ طُولِ القَاطِعِ في طُولِ الجُزءِ الخَارِجِيِّ مِنْه.                                         |

## النتائج التحليليَّة
| صيغ الرباعي الدائري غير المُركَّب {\displaystyle ABCD} | صيغ الرباعي الدائري غير المُركَّب {\displaystyle ABCD}                                                                                       | صيغ الرباعي الدائري غير المُركَّب {\displaystyle ABCD} |
| --------------------------------------------------- | --- | --------------------------------------------------- |
| نصف المُحيط                                          | {\displaystyle s\,=\,{\frac {a+b+c+d}{2}}}                                                                                                |                                                     |
| صيغة براهماغوبتا للمساحة                            | {\displaystyle A\,=\,{\sqrt {(s-a)(s-b)(s-c)(s-d)}}}                                                                                      |                                                     |
| المساحة                                             | {\displaystyle A\,=\,{\frac {e\cdot (ab+cd)}{4R}}={\frac {f\cdot (ad+bc)}{4R}}}                                                           |                                                     |
| أطوال الأقطار                                       | {\displaystyle e={\overline {AC}}={\sqrt {\frac {(ac+bd)(ad+bc)}{ab+cd}}}\,,\,f={\overline {BD}}={\sqrt {\frac {(ab+cd)(ac+bd)}{ad+bc}}}} |                                                     |
| نصف قطر الدائرة المحيطة                             | {\displaystyle R={\frac {1}{4A}}{\sqrt {(ab+cd)(ac+bd)(ad+bc)}},}                                                                         |                                                     |

### المساحة
بحسب صيغة مساحة براهماغوبتا، تُحسَب مساحة الرباعي الدائري الذي أطوال أضلاعه: {\displaystyle a,b,c,d} ونصف محيطه {\displaystyle s} حيث {\displaystyle S={\frac {a+b+c+d}{2}}} بالصيغة الآتية:
{\displaystyle A={\sqrt {(s-a)(s-b)(s-c)(s-d)}}}

### نصف قطر الدائرة المحيطة
في القرن الخامس عشر الميلادي، استنتج العالم الهندي ڤاتاسِّيري پاراميشڤارا صيغة إيجاد نِصفِ قُطرِ الدَّائرةِ المُحِيطَةِ بدلالةِ أطوالِ الأضلاعِ ونصف المحيط:{\displaystyle R={\frac {1}{4}}{\sqrt {\frac {(ab+cd)(ac+bd)(ad+bc)}{(s-a)(s-b)(s-c)(s-d)}}}}

## هوامش
1. الرُّباعيُّ الدَّائرِيُّ أو رباعي أضلاع دائري أو الشكل الرباعي الدائري (بالإنجليزية: Cyclic quadrilateral) أو رباعي الأضلاع المحاط بدائرة أو رباعي الأضلاع المحوط أو رباعي الأضلاع المُرتسَم في دائرة (بالإنجليزية: Inscribed quadrilateral).

### باللغة الإنجليزية
1. ↑  Kiper، Gökhan؛ Söylemez، Eres (1 مايو 2012). "Homothetic Jitterbug-like linkages". Mechanism and Machine Theory. ج. 51: 145–158. DOI:10.1016/j.mechmachtheory.2011.11.014. مؤرشف من الأصل في 2019-05-28.
2. ↑  Sastry، K.R.S. (2002). "Brahmagupta quadrilaterals" (PDF). Forum Geometricorum. ج. 2: 167–173. مؤرشف من الأصل (PDF) في 2018-04-22.
3. ↑  . نسخة محفوظة 30 أغسطس 2017 على موقع واي باك مشين.
4. ↑  Usiskin، Zalman؛ Griffin، Jennifer؛ Witonsky، David؛ Willmore، Edwin (2008)، "10. Cyclic quadrilaterals"، The Classification of Quadrilaterals: A Study of Definition، Research in mathematics education، IAP، ص. 63–65، ISBN:978-1-59311-695-8
5. ↑  صابر، طارق؛ أندريكا، دورين (1434هـ). رياضيَّات الأولمبياد، الهندسة، الجزء الأول. دار الخريجي للنشر والتوزيع. مؤرشف من الأصل في 2020-03-07. اطلع عليه بتاريخ 21 سبتمبر، 2018م. {{استشهاد بكتاب}}: تحقق من التاريخ في: |تاريخ الوصول= (مساعدة) وتجاهل المحلل الوسيط |موقع= (مساعدة)
6. ↑  Stefan Lozanovski. A Beautiful Journey Through Olympiad Geometry (بالإنجليزية). {{استشهاد بكتاب}}: تجاهل المحلل الوسيط |عمل= (help) and روابط خارجية في |عمل= (help)

### باللغة العربيَّة
1. 1 2 3 4  صابر، طارق؛ أندريكا، دورين (1434هـ). رياضيَّات الأولمبياد، الهندسة، الجزء الأول. دار الخريجي للنشر والتوزيع. مؤرشف من الأصل في 2019-12-18. اطلع عليه بتاريخ 21 سبتمبر، 2018م. {{استشهاد بكتاب}}: تحقق من التاريخ في: |تاريخ الوصول= (مساعدة) وتجاهل المحلل الوسيط |موقع= (مساعدة)
2. 1 2  "ترجمة (cyclic quadrilateral) في القاموس". موقع القاموس. مؤرشف من الأصل في 2020-03-10. اطلع عليه بتاريخ 2020-03-10.
3. ↑  "ترجمة (cyclic quadrilateral) في قاموس العلوم المصور الجديد". مكتبة لبنان ناشرون. مؤرشف من الأصل في 2020-03-10. اطلع عليه بتاريخ 2020-03-10.
4. ↑  إ. بوروفسكي وج. بورفاين وترجمه د. علي مصطفى بن الاشهر، المحرر (1995). المعاجم الأكاديمية المتخصصة: معجم الرياضيات (انكليزي - فرنسي - عربي) (PDF) (ط. الأولى). بيروت، لبنان: أكاديميا انترناشيونال. ص. 156. مؤرشف من الأصل (PDF) في 2020-03-15. اطلع عليه بتاريخ 2020-03-15.
5. ↑  "ترجمة (cyclic quadrilateral) في موقع المعاني/رياضيات". قاموس المعاني. مؤرشف من الأصل في 2020-03-10. اطلع عليه بتاريخ 2020-03-10.
6. ↑  "ترجمة (cyclic quadrilateral) في موقع المعاني". قاموس المعاني. مؤرشف من الأصل في 2020-03-10. اطلع عليه بتاريخ 2020-03-10.
7. ↑  "ترجمة (cyclic quadrilateral) في القاموس الجديد للمصطلحات العلمية والتقنية". مكتبة لبنان ناشرون. مؤرشف من الأصل في 2020-03-10. اطلع عليه بتاريخ 2020-03-10.

## وصلات خارجية
- (بالإنجليزية): اشتقاق صيغة مساحة الرباعي الدائري.
- (بالإنجليزية): نظرية مراكز الدوائر الداخلية للرباعي الدائري.